# 塔弗 (喬治亞州)
塔弗（英語：Tarver）是位於美國喬治亞州埃科爾斯縣的一個鬼鎮。由於此地已於1995年被荒廢，本地已無人居住。

## 地理
塔弗的座標為30°42′06″N 82°55′27″W / 30.70167°N 82.92417°W，而該地的平均海拔高度為47米（即154英尺）。